# Carlos Alazraqui
Carlos Jaime Alazraqui (Yonkers, Nueva York; 20 de julio de 1962) es un actor, comediante, actor de voz y cantante estadounidense de padres argentinos.

## Biografía
Nació de padres argentinos en Yonkers, Nueva York. Luego se mudó con su familia a Sacramento, California, y más tarde a Concord, California, mientras era joven. Luego, regresó a Sacramento, donde empezó a participar en competencias de voz. Después de ganar en su cuarto año de participación en la Competencia de Comedia Internacional de San Francisco, se trasladó a Los Ángeles.
Desde entonces ha realizados variadas voces para series animadas de Nickelodeon, incluyendo las voces de Juaníssimo Magnífico y Denzel Crocker en Los padrinos mágicos, del wallaby Rocko en La Vida Moderna de Rocko y el personaje protagonista de los tres primeros juegos de la serie de videojuegos de Spyro the Dragon. También ha sido la voz de Rikochet en las primeras dos temporadas de Mucha Lucha y la voz del Sr. Weed en Padre de Familia. En 2004, participó en la película I Downloaded a Ghost, interpretando a Winston el Fantasma. En el año 2005, a su repertorio se añaden las voces de Monroe de La Vida y Obra de Juniper Lee y la voz del personaje principal en El Campamento de Lazlo. En el año 2006 se suman las voces de Salty Mike de la serie animada Niño Ardilla y Walden de Wow! Wow! Wubbzy!. Tuvo el papel de Wisk en la versión fílmica de la obra de L. Frank Baum The Life and Adventures of Santa Claus, y prestó su voz para Nestor, un personaje de la película Happy Feet.
Actualmente interpreta a James Oswaldo García en Reno 911.

## Filmografía

### Cine, televisión y videojuegos
- La Vida Moderna De Rocko (1993-1996): Rocko, Spunky y Voces Adicionales.
- Spyro el Dragón (1998): Spyro.
- CatDog (1998-2005): Winslow T. Oddfellow y Lube.
- Rayman: The Animated Series (1999): Voces Adicionales.
- Padre de Familia (1999-2002): Sr. Weed.
- Bob Esponja (1999-2003): Scooter y Voces Adicionales.
- Spyro 2: En busca de Los Talismanes (1999): - Spyro.
- The Life and Adventures of Santa Claus (2000): Wisk.
- Los padrinos mágicos (2001-2017): Denzel Crocker, Juaníssimo Magnífico, El Alcalde y Sheldon Dinkleberg.
- Spyro: Year of the Dragon (2000): - Spyro
- Mucha Lucha! (2002-2005): Rikochet y Voces Adicionales.
- GoldenEye: Rogue Agent (2004): Dr. Julius No.
- I Downloaded a Ghost (2004): Winston El Fantasma.
- Reno 911 (2004): James Oswaldo García.
- El Campamento de Lazlo (2005-2008): Lazlo, Rino y Chef McMuesli.
- La Vida y Obra de Juniper Lee (2005-2007): Monroe y Michael Lee.
- Happy Feet (2006): Nestor.
- Justice League Heroes (2006): Key.
- Wow! Wow! Wubbzy! (2006-2009): Walden y Voces Adicionales.
- Squirrel Boy (2006-2007): Salty Mike.
- Ben 10: Carrera Contra el Tiempo (2007): Materia Gris.
- Phineas y Ferb (2007): Chico en el museo.
- Kick Buttowski: Medio doble de riesgo (2010): Shogun Sánchez.
- Aviones (2013): El Chupacabra
- El libro de la vida (2014): General Posada.
- Inside Out (2015): Miedo del Papá de Riley y del piloto de helicóptero brasileño (voz).
- Elena of Avalor (2016): Skaylar, es un  amigo de Elena y el príncipe jaquin del Valle Estrella.
- The Loud House (2017-18; 2022-presente): Carlos Casagrande y Voces Adicionales.
- Taco Shop (2018): Osvaldo.
- Rocko's Modern Life: Static Cling (2018): Rocko y Spunky.
- Los Casagrande (2019-2022): Carlos Casagrande.
- Love, Death & Robots (2019): Sui Capítulo Punto Ciego.
- America: The Motion Picture (2021): Clyde.
- Inside Out 2 (2024): Miedo del Papá de Riley (voz).